# Françoise Bettencourt Meyers
Françoise Bettencourt Meyers (fransk: [fʁɑ̃swaz bɛtɑ̃kuʁ mɛjɛʁs]; født 10. juli 1953) er en fransk milliardærarving og en af de rigeste kvinder i verden.

## Biografi
Meyers er den eneste datter og arving efter Liliane Bettencourt.
Hun giftede sig med Jean-Pierre Meyers, som er barnebarn af en rabbiner, der blev myrdet i Auschwitz. Parret har opdraget deres børn - Jean-Victor og Nicolas - som jøder. Hendes ægteskab skabte kontroverser på grund af hendes bedstefars, Eugène Schueller, retssag for at samarbejde med den nazistiske regering. Bedstefaren var L'Oreals grundlægger. Meyers og hendes familie ejer 33% af aktierne i virksomheden.
Da Meyers blev opdraget som katolik , har hun skrevet adskillige bibelkommentarer.
I 2008 sagsøgte hun François-Marie Banier for at have taget penge fra hendes mor, og hun startede en sag for at få sin mor erklæret mentalt inhabil. Afsløringerne i de hemmelige optagelser, som hun brugte som bevis, førte til Woerth-Bettencourt-skandalen.
I december 2010 meddelte Meyers, at hun havde forliget sig uden for retten, både med sin mor og Banier.
Moderen døde i september 2017, hvor hendes nettoformueværdi var på omkring $39,5 milliarder, hvilket har placeret Meyers blandt de 20 rigeste mennesker i verden.
Efter branden, der alvorligt beskadigede Notre-Dame i Paris, lovede Meyers og L'Oréal $226 millioner for at reparere katedralen. 
I januar 2022 var Meyers den rigeste kvinde i verden med en anslået formue på $94,9 milliarder dollars ifølge Bloomberg Billionaires Index. Fra juli 2021 fastholdt hun titlen med en nettoværdi på $86,0 milliarder ifølge Bloomberg.